# Hartville (Misuri)
Hartville es una ciudad ubicada en el condado de Wright en el estado estadounidense de Misuri. En el Censo de 2010 tenía una población de 613 habitantes y una densidad poblacional de 356,98 personas por km².

## Geografía
Hartville se encuentra ubicada en las coordenadas 37°15′1″N 92°30′48″O / 37.25028, -92.51333. Según la Oficina del Censo de los Estados Unidos, Hartville tiene una superficie total de 1.72 km², de la cual 1.69 km² corresponden a tierra firme y (1.66%) 0.03 km² es agua.

## Demografía
Según el censo de 2010, había 613 personas residiendo en Hartville. La densidad de población era de 356,98 hab./km². De los 613 habitantes, Hartville estaba compuesto por el 97.88% blancos, el 0.49% eran afroamericanos, el 0.33% eran amerindios, el 0.33% eran asiáticos, el 0% eran isleños del Pacífico, el 0% eran de otras razas y el 0.98% pertenecían a dos o más razas. Del total de la población el 1.96% eran hispanos o latinos de cualquier raza.